# تيم ماهوني

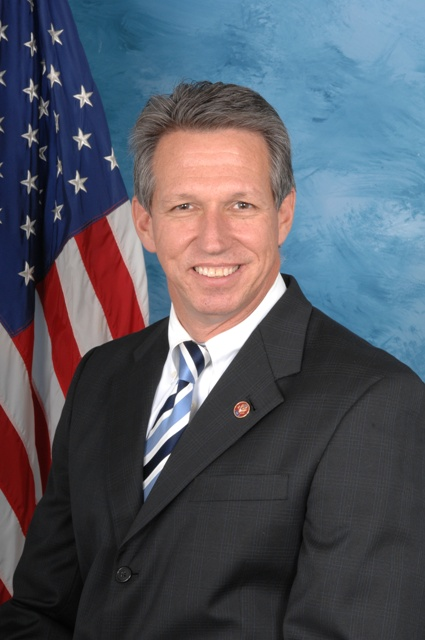
تيم ماهوني.

تيموثي إدوارد «تيم» ماهوني (بالإنجليزية: Tim Mahoney) (16 أغسطس 1956) هو الممثل الأمريكي السابق لمنطقة الكونغرس السادسة عشر في ولاية فلوريدا، وعضو في الحزب الديمقراطي الأمريكي.